# Raquel Zimmermann

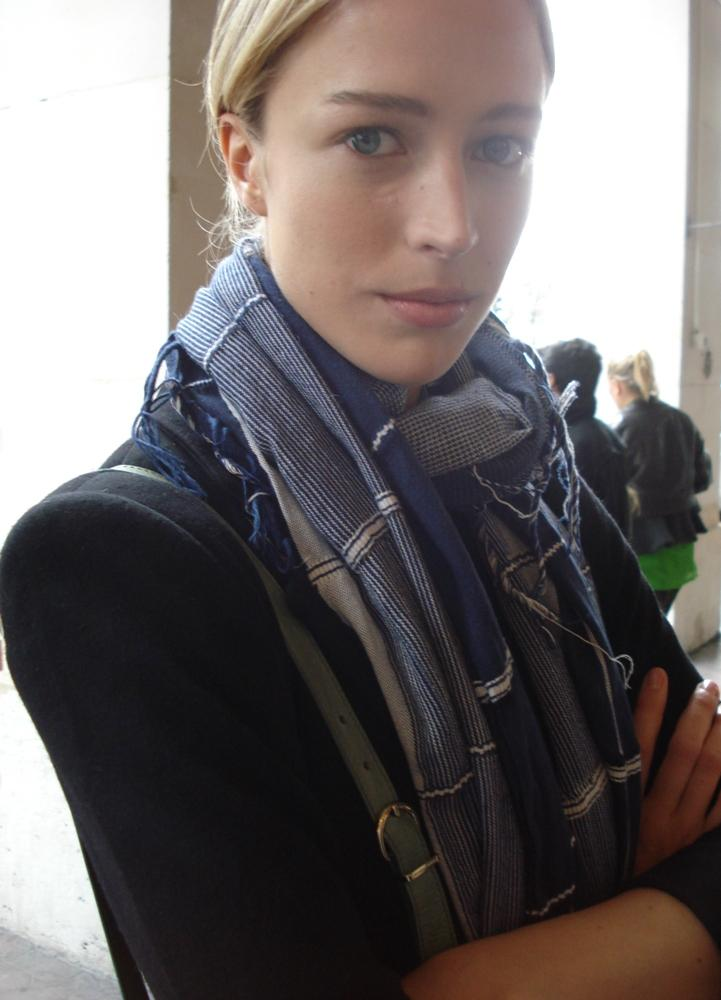
Raquel Zimmermann

Raquel Zimmermann, född 6 maj 1983 i Novo Hamburgo, Rio Grande do Sul, är en brasiliansk fotomodell. 
Raquel föddes i en familj som kommer ifrån Tyskland där pappan var politiker och mamman var sjuksköterska. Än så länge har hon bland annat modellat för Estée Lauder, Calvin Klein, Stella McCartney, Chanel, Prada, Balenciaga, Hermès, Gucci, Dior, Chloé, Max Mara, Versace, Louis Vuitton, Fendi, Armani och Valentino.